# پایگاه عملیات خط مقدم اکو
پایگاه عملیات خط مقدم اکو یک پایگاه عملیات خط مقدم در نزدیکی دیوانیه و نجف در استان قادسیه عراق بود.

## تاریخچه
در دوره‌های زمانی مختلف، این پایگاه توسط ارتش‌های اسپانیا (کمپ اِسپانا)، لهستان، آمریکا و دیگر کشورها در زمان جنگ عراق مورد استفاده قرار گرفته است.